# Anna Cetera-Włodarczyk
Anna Urszula Cetera-Włodarczyk (ur. 1970) – polska anglistka i literaturoznawczyni, szekspirolożka, wykładowczyni Uniwersytetu Warszawskiego. 

## Życiorys
Absolwentka I Liceum Ogólnokształcącego im. S. Żeromskiego w Jeleniej Górze i laureatka Olimpiady Literatury i Języka Polskiego (1989). Ukończyła studia magisterskie w zakresie filologii angielskiej na Uniwersytecie im. Adama Mickiewicza w Poznaniu (1994) oraz licencjackie tamże w zakresie historii kultury europejskiej (1995). W 1995 została wpisana na listę tłumaczy przysięgłych języka angielskiego. 
Studiowała pod kierunkiem Henryka Zbierskiego. W 1998 uzyskała stopień doktora nauk humanistycznych w dyscyplinie literaturoznawstwo na UAM na podstawie rozprawy o semiotyce polskich przekładów „Króla Leara”. Habilitowała się w 2010 na Uniwersytecie Warszawskim, przedstawiwszy dzieło Smak morwy. U źródeł recepcji przekładów Szekspira w Polsce.
Jej zainteresowania naukowe obejmują zagadnienia: interpretacji, przekładów, recepcji dzieł Williama Szekspira; literatury i kultury renesansu; teorii, praktyki i krytyki przekładu literackiego; komparatystyki i humanistyki cyfrowej. Od 2009 jest redaktorką naukową serii nowych przekładów Szekspira autorstwa Piotra Kamińskiego: Ryszarda II (2009, 2023), Makbeta (2011, 2022), Wieczoru Trzech Króli (2012), Burzy (2012, 2022), Opowieści zimowej (2014), Kupca weneckiego (2015, 2021).
W latach 2016–2024 kierowała dwoma projektami NCN: Polskie przekłady Shakespeare’a w XIX wieku: zasoby, strategie, recepcja oraz Polskie przekłady Shakespeare’a w XX i XXI wieku: zasoby, strategie, recepcja, w wyniku których powstało cyfrowe repozytorium Polski Szekspir UW, udostępniające przekłady oraz omówienia sylwetek tłumaczy, strategii i recepcji tłumaczeń.
Zawodowo związana z Zakładem Literatury Brytyjskiej Instytutu Anglistyki Wydziału Neofilologii Uniwersytetu Warszawskiego. Prodziekan ds. rozwoju kadry naukowej w latach 2020–2023. Członkini Rady Naukowej Dyscypliny Literaturoznawstwo w kadencjach 2019–2020, 2021–2024, 2025-2028 z nominacji rektorskiej.
Od 2019 współpracuje z Kierunkiem Reżyseria Akademii Teatralnej im. Aleksandra Zelwerowicza w Warszawie. 

## Publikacje
Autorka artykułów w polskich i anglojęzycznych periodykach (Shakespeare, Cahiers Élisabéthains, Przegląd Humanistyczny, Przekładaniec) i wydawnictwach tematycznych, w tym o przekładzie teatralnym w The Cambridge Guide to the Worlds of Shakespeare (red. Bruce Smith, 2016).
Monografie
- Polskie przekłady Shakespeare'a w XX i XXI wieku. Zasoby strategie, recepcja (przy współudziale Mateusza Godlewskiego i Przemysława Pożara), Warszawa: Wydawnictwa Uniwersytetu Warszawskiego, 2024, ISBN 978-83-235-6587-1.
- Polskie przekłady Shakespeare’a w XIX wieku. Część 1. Zasoby, strategie, recepcja (z Alicją Kosim), Warszawa: Wydawnictwa Uniwersytetu Warszawskiego, 2019, ISBN 978-83-235-3866-0
- Polskie przekłady Shakespeare’a w XIX wieku. Część 2. Wybór tekstów (z Alicją Kosim), Warszawa: Wydawnictwa Uniwersytetu Warszawskiego, 2019, ISBN 978-83-235-3898-1.
- Szekspiromania. Księga dedykowana pamięci Andrzeja Żurowskiego, (red.), Warszawa: Warszawa: Wydawnictwa Uniwersytetu Warszawskiego, 2013, ISBN 978-83-235-1074-1.
- Smak morwy. U źródeł recepcji przekładów Szekspira w Polsce. Warszawa: Wydawnictwa Uniwersytetu Warszawskiego, 2009, ISBN 978-83-235-0582-2.
- Enter Lear. The Translator’s Part in Performance. Warszawa: Wydawnictwa Uniwersytetu Warszawskiego, 2008, ISBN 978-83-235-2922-4.